# Arthur Leighton
Arthur Francis Leighton (* 6. März 1889 in Esk, Queensland, Australien; † 15. Juni 1939 in Walsall) war ein englischer Hockeyspieler, der 1920 mit der britischen Nationalmannschaft Olympiasieger war.

## Sportliche Karriere
Arthur Leighton besuchte das Caius College der Universität Cambridge. In den Jahren 1908 bis 1910 gehörte der Flügelstürmer der Hockeymannschaft von Cambridge an. Bereits 1908 war er Ersatzmann für die Olympischen Spiele in London. 1909 debütierte er in der Nationalmannschaft. Bis 1921 bestritt er 27 Länderspiele.
Im Ersten Weltkrieg war er Leutnant der Royal Field Artillery und wurde mit einem Military Cross ausgezeichnet. Trotz einer Gasvergiftung setzte er nach dem Krieg seine sportliche Laufbahn fort.
An den Olympischen Spielen 1920 in Antwerpen nahmen insgesamt vier Mannschaften teil. Die Briten bezwangen die Dänen mit 5:1 und die Belgier mit 12:1. Zum letzten Spiel traten die Franzosen nicht mehr an. Beim 12:1 gegen Belgien erzielte Leighton sein einziges Tor bei Olympischen Spielen. Nach seinem Karriereende 1927 war Leighton ehrenamtlich für die englische Nationalmannschaft tätig.
Im Hauptberuf war Leighton in einem Produktionsbetrieb in Walsall tätig, wo er zum Direktor aufstieg.